# West Drumochter
West Drumochter – pasmo w Grampianach Centralnych, w Szkocji. Pasmo to graniczy z pasmem Rannoch Moor i Wzgórzami Loch Treig na zachodzie, Wzgórzami Ben Alder na północnym zachodzie, z pasmem Atholl i East Drumochter na północnym wschodzie oraz z pasmem Glen Lyon na południu. Najwyższym szczytem jest Beinn Udlamain, który osiąga wysokość 1010 m.
Najważniejsze szczyty:
- Beinn Udlamain (1010 m),
- Sgairneach Mhòr (991 m),
- A’ Mharconaich (975 m).